# Dojč
Dojč (bis 1927 slowakisch Dojčie; deutsch Deutz oder Doitsch, ungarisch Dócs – älter Dojcs) ist eine Gemeinde in der Westslowakei mit 1380 Einwohnern (Stand 31. Dezember 2024), die zum Okres Senica, einem Kreis des Trnavský kraj gehört.

## Geographie
Die Gemeinde befindet sich im Nordteil des Tieflands Záhorská nížina in der traditionellen Landschaft Záhorie. Südlich des Ortes fließt die Myjava, nördlich reicht das Gemeindegebiet in Teile des Hügellands Myjavská pahorkatina. Das Ortszentrum liegt auf einer Höhe von 182 m n.m. und ist neun Kilometer von Senica entfernt.
Nachbargemeinden sind Unín im Norden, Koválov im Nordosten, Senica im Osten, Šajdíkove Humence im Süden, kurz Borský Mikuláš im Südwesten und Štefanov im Westen.

## Geschichte

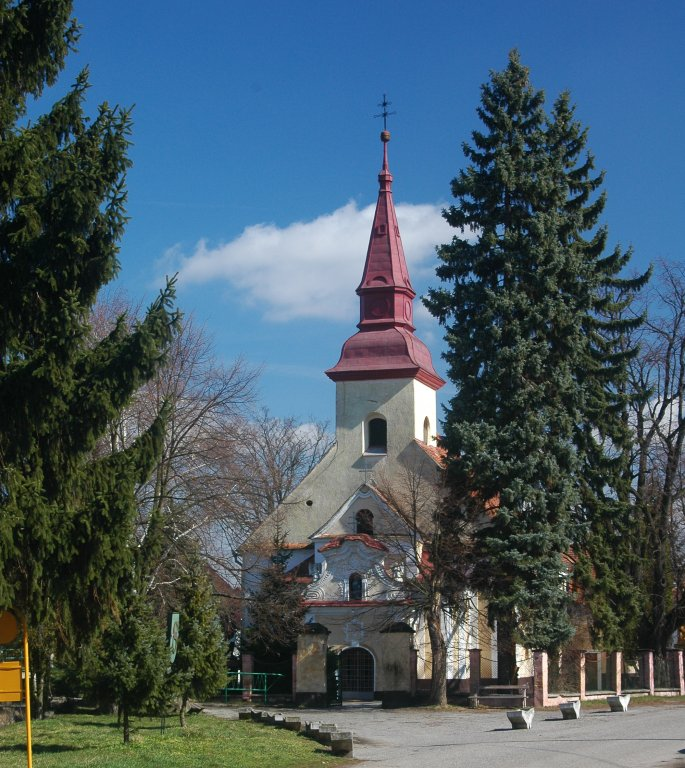
Allerheiligenkirche im Ort

Der Ort wurde zum ersten Mal 1392 schriftlich erwähnt und gehörte dem Herrschaftsgut von Šaštín, ab 1452 von Holitsch. In den zeitgenössischen Quellen wird das Dorf als Doych erwähnt. Zeitweise lebten auch Habaner im Ort, wie z. B. im Jahr 1574. 1752 wohnten in Dojč insgesamt 120 Familien, die ansässige Bevölkerung war in der Landwirtschaft, Weinbau sowie als Hirten beschäftigt.
Bis 1918 gehörte der im Komitat Neutra liegende Ort zum Königreich Ungarn und kam danach zur Tschechoslowakei beziehungsweise Slowakei.

## Bevölkerung
| Jahr                | 1994 | 2004    | 2014    | 2024     |
| ------------------- | ---- | ------- | ------- | -------- |
| Anzahl der Personen | 1157 | 1241    | 1249    | 1380     |
| Unterschied         |      | +7,26 % | +0,64 % | +10,48 % |

| Jahr                | 2023 | 2024    |
| ------------------- | ---- | ------- |
| Anzahl der Personen | 1363 | 1380    |
| Unterschied         |      | +1,24 % |

Nach der Volkszählung 2011 wohnten in Dojč 1266 Einwohner, davon 1225 Slowaken, zehn Tschechen, zwei Mährer und jeweils ein Deutscher und Russe; zwei Einwohner gaben eine andere Ethnie an. 25 Einwohner machten diesbezüglich keine Angabe. 974 Einwohner bekannten sich zur römisch-katholischen Kirche, 34 Einwohner zur evangelischen Kirche A. B., vier Einwohner zur apostolischen Kirche, jeweils zwei Einwohner zur evangelisch-methodistischen Kirche sowie zur kongregationalistischen Kirche und ein Einwohner zu den Zeugen Jehovas; zwei Einwohner bekannten sich zu einer anderen Konfession. 119 Einwohner waren konfessionslos und bei 128 Einwohnern wurde die Konfession nicht ermittelt.

## Bauwerke
- römisch-katholische Allerheiligenkirche aus dem 14. Jahrhundert, 1734 umgebaut

## Wirtschaft
Im Industriegebiet am östlichen Ortsrand befindet sich mit OMS Lighting der größte Arbeitgeber der Gemeinde. Der Leuchtenhersteller wurde 1995 gegründet und beschäftigt rund 950 Personen (Stand 2015).